# Lyndhurst (Hampshire)
Lyndhurst ist eine Kleinstadt mit etwa 3.000 Einwohnern im Bezirk New Forest in der Grafschaft Hampshire im Süden Englands. Der Name Lyndhurst bedeutet in etwa „mit Linden bewaldeter Hügel“.

## Lage
Lyndhurst liegt etwa 90 Meilen oder 145 Kilometer (Fahrtstrecke) südwestlich von London inmitten des ehemaligen königlichen Jagdreviers und heutigen New-Forest-Nationalparks. Die nächstgrößere Stadt ist das etwa 10 Meilen oder 16 Kilometer östlich gelegene Southampton. Die beiden historischen Städte Winchester und Salisbury befinden sich jeweils etwa 20 Meilen oder 36 Kilometer nordöstlich bzw. nordwestlich.

## Wirtschaft
Das Wirtschaftsleben der Kleinstadt war über Jahrhunderte abhängig von der Landwirtschaft in der Umgebung. Hier siedelten sich bereits im Mittelalter Händler sowie Handwerks- und Dienstleistungsbetriebe (Barbiere, Gaststätten etc.) an. Heute spielt der Tourismus eine große Rolle im Wirtschaftsleben der Stadt.

## Geschichte
Erstmals wird der Ort im Jahre 1086 als Lynhest im Domesday Book erwähnt. Im Mittelalter gehörte er zur Grundherrschaft einer Familie gleichen Namens (Lyndhurst Family), fiel jedoch im Jahr 1270 an die englische Krone zurück. Danach gehörte Lyndhurst etwa 100 Jahre lang zur Mitgift von vier verschiedenen englischen Königinnen (Eleonore von Kastilien, Margarethe von Frankreich, Isabelle de France und Philippa von Hennegau), bevor der Ort 1362 erneut Kronbesitz wurde. Vom 14. bis ins 18. Jahrhundert wurde er als königliches Lehen an verdiente Personen des Königreichs vergeben – so war er von 1467 bis 1581 im Besitz der Earls of Arundel.

## Sehenswürdigkeiten

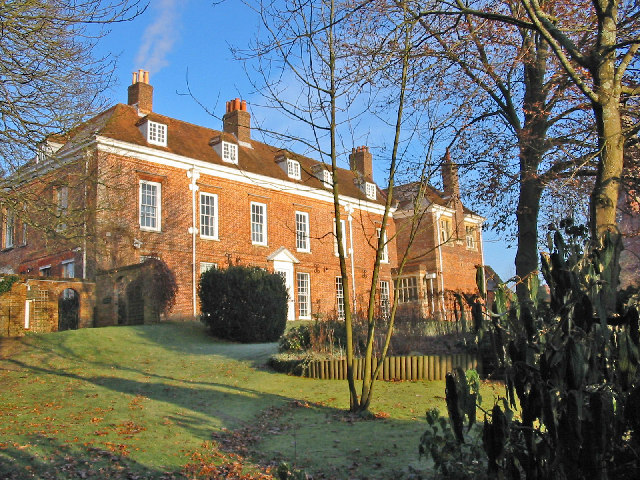
Queens House

- Das Stadtzentrum von Lyndhurst ist geprägt von Ziegelstein- und Fachwerkbauten im anglo-normannischen Stil.
- Das sogenannte Queens House (der Name wechselt je nach Geschlecht des Monarchen) wurde bereits im 13. Jahrhundert als Herrensitz (manor house) erstmals erwähnt; das heutige Gebäude entstammt jedoch erst aus den Zeiten Karls I. und Karls II. (17. Jahrhundert). Das zweigeschossige Ziegelsteingebäude diente als königliches Jagd- und Gästehaus. Heute ist das Gebäude Sitz der Forestry Commission; andere Teile sind bereits seit längerem zu einem Museum umgestaltet worden.

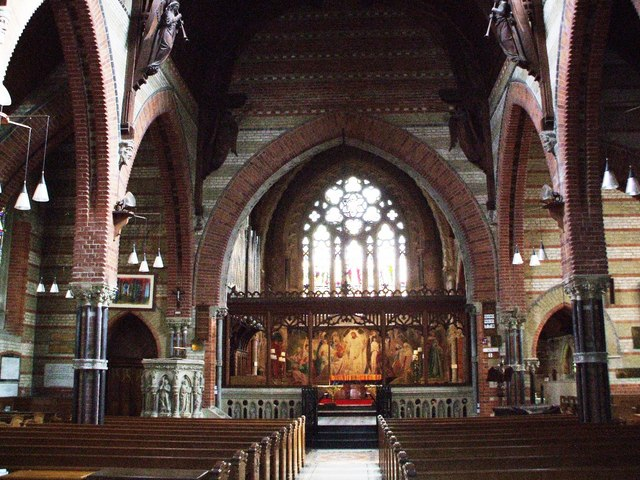
Kirche St Michael and All Angels

- Die Pfarrkirche St Michael and All Angels ist ein neogotischer mehrfarbiger Ziegelsteinbau aus den Jahren 1858–1870. Das nördliche Seitenschiff endet im Westen in einem 49 Meter hohen Glockenturm mit achtseitigem Helmaufsatz (spire). Der dreischiffige Innenraum ist geprägt von roten, weißen und gelben Ziegelsteinbändern. Das Mittelschiff endet – wie bei englischen Kirchen üblich – nicht in einer halbrunden Apsis, sondern in einem flachen Chorschluss. Sehenswert sind die Steinkanzel und die Chorschranke mit ihren Marmorfiguren. Hinter dem Altar befindet sich ein Fresko Frederic Leightons mit der Darstellung des Gleichnisses von den klugen und törichten Jungfrauen. Einige der Glasfenster sind nach Entwürfen von Edward Burne-Jones, William Morris und Charles Eamer Kempe gestaltet.
- Auf dem Friedhof der Kirche befindet sich das Grab von Alice Liddell (1852–1934). Sie war die Inspirationsquelle für Lewis Carrolls Buch Alice im Wunderland und lebte nach ihrer Heirat mit Reginald Hargreaves in Lyndhurst und Umgebung. Zwei ihrer drei Söhne starben innerhalb einer Woche im Fronteinsatz im Ersten Weltkrieg.
- Im Jahr 1988 wurde das New Forest Centre eröffnet – ein Museum, das sich mit der Landschaft und dem Leben der Bewohner der Region beschäftigt.
- Die hügelige und waldreiche Umgebung von Lyndhurst lädt zu Wanderungen ein. Wichtigster Aussichtspunkt ist Bolton's Bench.

## Persönlichkeiten

### Söhne und Töchter der Stadt
- John Colborne, 1. Baron Seaton (1778–1863), Feldmarschall und Kolonialverwalter
- Arthur Gore (1886–1928), Tennisspieler
- Keith Harris (1947–2015), britischer Bauchredner
- Caroline Nokes (* 1972), britische Politikerin (Conservative Party)

### Persönlichkeiten mit Verbindungen zur Stadt
- William II. (1056–1100), englischer König, in der Nähe von Lyndhurst gestorben
- Thomas Holland, 2. Earl of Kent (1350–1397), englischer Adliger und Militärkommandeur, hatte einen Wohnsitz in Lyndhurst
- Clara de Chatelain (1807–1876), britische Schriftstellerin, Komponistin und Übersetzerin, in Lyndhurst beerdigt
- Charles Hamilton Aide (1826–1906), britischer Schriftsteller, wohnte zwischenzeitlich in Lyndhurst
- John Emms (1843–1912), britischer Maler, in Lyndhurst gestorben
- Allan Merson (1916–1995), britischer Historiker, in Lyndhurst gestorben
- Paul Bayes (* 1953), britischer Theologe und Bischof, war von 2002 bis 2004 in Lyndhurst Area Dean der Church of England

## Partnerstadt
- La Chevrolière (Frankreich)